# Edward Guggenheim
Edward Armand Guggenheim (Manchester, 11 de agosto de 1901 – Reading, 9 de agosto de 1970) foi um físico-químico inglês, professor de química na Universidade de Reading. É conhecido principalmente por suas contribuições à termodinâmica.
Frequentou a Charterhouse School e estudou na Universidade de Cambridge.
Guggenheim publicou em 1933 o influente livro "Modern Thermodynamics by the Methods of Willard Gibbs".
Foi de 1946 a 1966 professor de química na Universidade de Reading. Foi eleito membro da Royal Society em 1946.

## Publicações selecionadas
- Modern Thermodynamics by the Methods of Willard Gibbs, 1933
- com Ralph Fowler: Statistical Thermodynamics, 1939
- Thermodynamics - an advanced treatment for chemists and physicists, 1949